# Un flambeau, Jeannette, Isabelle

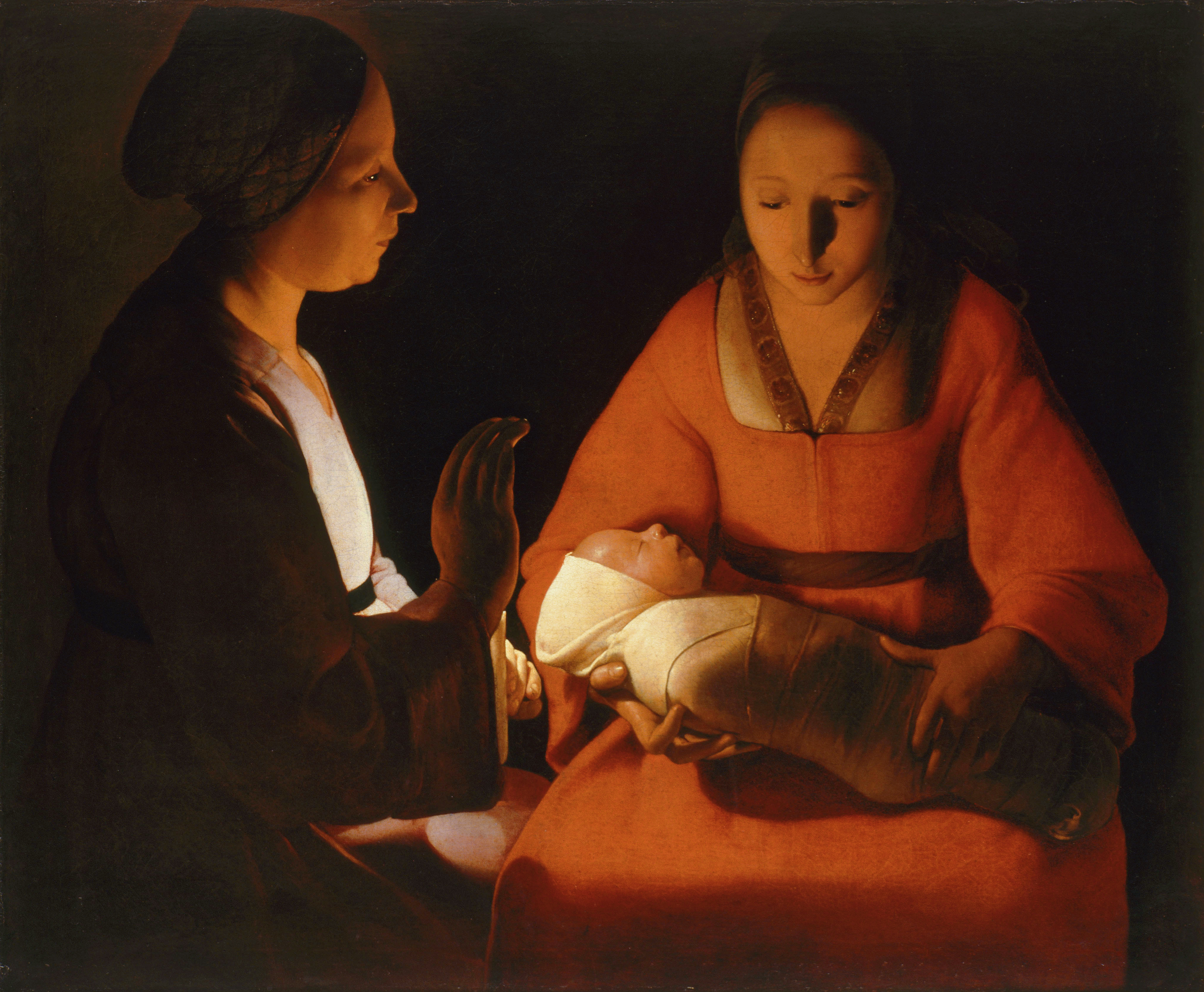
Le Nouveau-né de Georges de la Tour

Un flambeau, Jeannette, Isabelle est un chant de Noël provençal du XVIIe siècle. Ce chant est publié pour la première fois en 1553 en France. La musique est attribuée à Nicolas Saboly et le texte à Émile Blémont.
Le chant raconte l'histoire de deux fermières, Jeannette et Isabelle, qui vont traire leurs vaches dans une crèche à Bethléem, et trouvent Jésus dormant dans du foin. Les deux femmes courent jusqu'à Bethléem pour annoncer aux habitants la venue du Christ et les habitants viennent avec leurs flambeaux pour voir cela par eux-mêmes. 
Le peintre Georges de La Tour a peint une Nativité appelée Le Nouveau-né inspirée de la chanson. 
À l'origine, la chanson n'était pas un chant de Noël mais une chanson de danse pour les nobles.
Peu connue en France de nos jours, elle est le plus souvent interprétée par les anglo-saxons à l’occasion des fêtes de Noël, particulièrement aux Etats-Unis. La version anglophone s’intitule « Bring a torch, Jeanette, Isabella ».

## Paroles
Un flambeau, Jeannette, Isabelle,
Un flambeau, courons au berceau.
C'est Jésus, bonnes gens du hameau,
Le Christ est né, Marie appelle:
Ah! Ah! Ah! Que la mère est belle,
Ah! Ah! Ah! Que l'enfant est beau.
Le ciel luit, la nuit est sans voile;
Le ciel luit saute à bas du lit!
Hâte-toi d'aller voir le petit!
Il resplendit comme une étoile!
Va! Va! Va! sors des draps de toile
Va! Va! Va! mets ton bel habit!
C'est un tort quand l'Enfant sommeille,
C'est un tort de crier si fort.
Taisez-vous l'un et l'autre d'abord!
Au moindre bruit Jésus s'éveille.
Chut! Chut! Chut! Il dort à merveille!
Chut! Chut! Chut! Voyez comme il dort.
Qui vient là, frappant de la sorte?
Qui vient là, frappant comme ça?
Ouvrez donc! J'ai posé sur un plat
De bons gâteaux qu'ici j'apporte.
Toc! Toc! Toc! Ouvrez-nous la porte!
Toc! Toc! Toc! Faisons grand gala!
Doucement dans l'étable close,
Doucement venez un moment.
Approchez, que Jésus est charmant!
Comme il est blanc, comme il est rose!
Do! Do! Do! que l'Enfant repose!
Do! Do! Do! qu'il rit en dormant!

## En musique
- YouTube Les Petits Chanteurs du Mont-Royal (Montréal), dir. Gilbert Patenaude.

- (en) Cet article est partiellement ou en totalité issu de l’article de Wikipédia en anglais intitulé « Bring a Torch, Jeanette, Isabella » (voir la liste des auteurs).